# Vidinské povstání

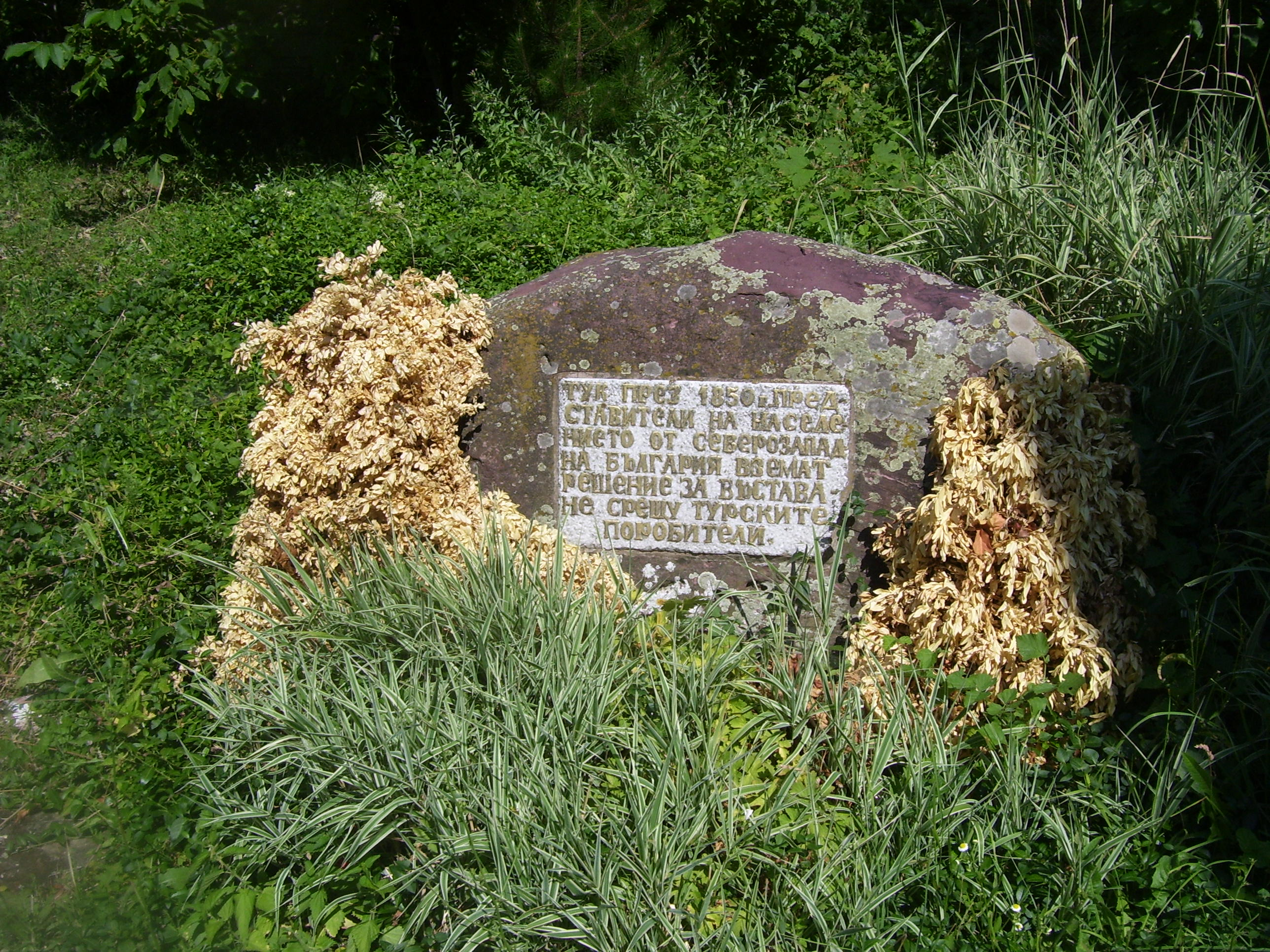
Pamětní deska k vypuknutí povstání v severozápadním Bulharsku v klášteře Rakovica

Vidinské povstání (někdy též povstání v severozápadním Bulharsku) v roce 1850 bylo nejmasovějším a nejorganizovanějším povstáním proti osmanské nadvládě v severozápadním Bulharsku. Povstalci požadovali uskutečnění reformy tanzimat, která byla záměrně zdržována, správní autonomii a samosprávu Bulharů.

## Okolnosti
Po potlačení maďarské revoluce přišlo do Vidinu 21. srpnajul. 1849 více než tisíc polských, maďarských, italských a německých revolucionářů. Mezi těmi, kteří hledali ochranu v Osmanské říši, byli i Lajos Kossuth a Józef Bem. Kontakty místních bulharských revolucionářů s nimi povzbudily Bulhary k přípravě nového povstání v této oblasti.
Přípravy a počáteční fáze povstání probíhaly s podporou Srbska a zapojili se něj mnozí místní předáci. Kraje podél Dunaje byly zájmovou oblastí rakouské říše a Srbsko od něj dostalo rámcový souhlas, že bude moci ke svému území připojit povstalecké oblasti. Po zahájení povstání rakouská podpora pominula kvůli obavám, že ho zúčastní i poražení revolucionáři. V důsledku rakouského tlaku Srbové svoji podporu stáhli a byli následně obviněni, že aktivně spolupracovali s osmanskými úřady v boji proti povstalým Bulharů.

## Příprava
Přípravy na vzpouru začaly koncem roku 1849 a zahrnovaly okolí Vidinu, Lomu a Belogradčiku. Konečné datum zahájení bojových akcí a plán se stanovil na schůzce kňazů (starostů) v Rakovickém klášteře.

## Průběh
První srážky se udály 27. května,jul. ale masové povstání vypuklo, jak bylo určeno, 1. června.jul. Více než 1 000 lidí zaútočilo na Lom pod velením kapitána Krăsťa. Povstalci byli poraženi poblíž města a padl i jejich velitel. Velení se ujal Ivan Kulin, povstalci zamířili do Belogradčiku a cestou se k nim hromadně přidávali rolníci z okolních vesnic.
Druhý oddíl, který čítal přes 3 000 mužů, vedený Petkem Marinovem, zamířil k Vidinu a zablokoval pevnost, ale brzy byli špatně vyzbrojení povstalci poraženi a rozehnáni do menších oddílů tureckou armádou, která dorazila.
Nejtěžší boje se odehrály pod hradbami Belogradčiku, které po deset dní obléhalo několik tisíc povstalců, z nichž pouze 200 bylo vyzbrojeno střelnými zbraněmi. Osmanská armáda, která přitáhla od Vidinu, je porazila a to byl konec aktivních povstaleckých akcí.

## Potlačení
Osmané začali krvavé represe proti místnímu obyvatelstvu. Žádosti o pomoc ruské armádě umístěné na Valašsku a Srbskému knížectví zůstaly nevyslyšeny.

## Důsledky
Vojenské vystoupení povstalců umožnilo významným Bulharům seznámit evropskou veřejnost a evropské vlády s bulharskou otázkou. Přestože bylo Vidinské povstání pouze lokální, bylo první nezávislou masovou ozbrojenou akcí Bulharů v 19. století, jejímž bezprostředním cílem bylo získat politickou autonomii.
V důsledku dále zpožďovaného zavádění pozemkové reformy místní správou nespokojenost bulharského obyvatelstva v regionu přetrvávala, což iniciovalo poslední významné přesídlení Bulharů na Ukrajinu v roce 1861. Poté, co ruský konzulát ve Vidinu zahájil aktivní kampaň a slíbil osadníkům dobré životní podmínky ve vesnicích opuštěných Tatary, se ze severozápadního Bulharska vystěhovalo asi 11 000 lidí a dotklo se desítek dědin. Lidé se přepravovali loděmi po Dunaji. Osadníci se měli usídlit v tatarských vesnicích v Tauridě a na Krymu, ale ruská správa byla zcela nepřipravená a v zimě 1861-1862 zemřelo od hladu a nemocí asi 2 000 lidí. Informace o tom, stejně jako aktivní kampaň osobností veřejného života, jako byl Georgi Rakovski, vedly k rychlému zpomalení uprchlické vlny. V Lomu byli ruští agenti vyhnáni z bulharských vesnic a ve Vidinu davy rolníků oblehly ruský konzulát a požadovaly zpět svoje pasy. Na začátku roku 1862 zaslali osadníci osmanským úřadům hromadné žádosti o pomoc při návratu do Bulharska a do konce roku se téměř všichni Bulhaři z této vlny migrantů vrátili do svých domovů a na Ukrajině nezůstalo více než 1 600 lidí.